# Rock and Roll Outlaws
Rock and Roll Outlaws es el cuarto álbum de estudio de la agrupación británica Foghat, publicado en octubre de 1974 por Bearsville Records.

## Lista de canciones
1. "Eight Days on the Road" (Michael Gayle, Jerry Ragovoy) - 6:08
2. "Hate to See You Go" (Dave Peverett, Rod Price) - 4:39
3. "Dreamer" (Peverett, Price) - 6:39
4. "Trouble in My Way" (Peverett) - 3:32
5. "Rock and Roll Outlaw" (Felix Cavaliere, Carman Moore, Pete Moore) - 3:53
6. "Shirley Jean" (Peverett, Price) - 3:46
7. "Blue Spruce Woman" (David Anderson) - 4:08
8. "Chateau Lafitte '59 Boogie" (Peverett, Price) - 6:17